# Magerrasen bei Lauterbach und Kalkberge bei Schwarz
Magerrasen bei Lauterbach und Kalkberge bei Schwarz este o arie protejată (arie specială de conservare — SAC, sit de importanță comunitară — SCI) din Germania întinsă pe o suprafață de 362,7 ha, integral pe uscat.

## Localizare
Centrul sitului Magerrasen bei Lauterbach und Kalkberge bei Schwarz este situat la coordonatele 50°42′17″N 9°24′42″E / 50.7047°N 9.4117°E.

## Înființare
Situl Magerrasen bei Lauterbach und Kalkberge bei Schwarz a fost declarat sit de importanță comunitară în iunie 2000 pentru a proteja 6 specii de animale. Situl a fost protejat și ca arie specială de conservare în martie 2008.

## Biodiversitate
Situată în ecoregiunea continentală, aria protejată conține 12 habitate naturale: Cursuri de apă de la nivel de câmpie la nivel montan, cu vegetație Ranunculion fluitantis și Callitricho-Batrachion, Pajiști uscate europene, Formațiuni de Juniperus communis pe lande sau pajiști calcaroase, Pajiști uscate seminaturale și facies de acoperire cu tufișuri pe substraturi calcaroase (Festuco-Brometalia) (* situri importante pentru orhidee), Formațiuni ierboase bogate în specii de Nardus, dezvoltate pe substraturi silicioase în zone montane (și în zone submontane, în Europa continentală), Pajiști cu Molinia pe soluri calcaroase, turboase sau argilos-nămoloase (Molinion caeruleae), Liziere de ierburi înalte hidrofile de câmpie și de nivel montan până la alpin, Fânețe de joasă altitudine (Alopecurus pratensis, Sanguisorba officinalis), Izvoare petrifiante cu formare de travertin (Cratoneurion), Păduri de fag Asperulo-Fagetum, Păduri de fag din Europa Centrală dezvoltate pe sol calcaros cu Cephalanthero-Fagion, Păduri aluvionare cu Alnus glutinosa și Fraxinus excelsior (Alno-Padion, Alnion incanae, Salicion albae).
La baza desemnării sitului se află mai multe specii protejate de  păsări (6): porumbel de scorbură (Columba oenas), Corvus monedula, ciocănitoare neagră (Dryocopus martius), sfrâncioc roșiatic (Lanius collurio), gaia roșie (Milvus milvus), ciocănitoare verzuie (Picus canus).
Pe lângă speciile protejate, pe teritoriul sitului au mai fost identificate 11 specii de plante, 1 specie de păsări, 1 specie de amfibieni, 2 specii de nevertebrate.